# 도시바 HDB 800
도시바 HDB 800은 도시바에서 제작한 가공 전차선, 디젤 엔진, 배터리를 동력원으로 사용하는 하이브리드 기관차이다. 도이체 반의 화물 자회사인 DB 카고에서 입환 목적으로 발주했으며, 가공 전차선 운행 기능은 제외했다. 도시바에서 제작한 HD 300 기관차를 기반으로 개발되었다. 2019년에 시제차가 제작되었다. DB 카고와 레일풀(Railpool)에서 각각 50량씩을 발주했다.

## 역사
2010년대 당시 DB 카고의 입환기는 차령 40년에 도달했으며 새로운 차량을 도입해야 했다. 과거에 개발된 입환기는 에너지 효율성 및 환경 영향성이 현대적인 기준을 만족하지 못했다. V 90형 기관차를 대체하기 위해서 새로 개발된 입환기를 도입하기로 결정했다. 비슷한 시기에 294형 기관차 중 2량이 디젤 전기식 및 배터리식 하이브리드 기관차로 개조되었고 2019년에 뮌헨에서 열린 Transport Logistic 행사에서 공개되었다.
시제차의 차량 번호는 90 80 1018 001-0이며, 마시넨바우 킬(Maschinenbau Kiel)에서 제작될 예정이었으며 형식 명칭은 280.5형이 될 예정이었다. 시제차는 2019년 6월에 공개되었다. 네덜란드 및 중부 유럽에서도 구매 의향을 보였다. 2019년 중반에 시제차 10량의 제작이 시작되었으나, 제작 공장은 알려지지 않았다. 양산차는 DB 카고의 로스토크 제하펜 기지에서 도시바에 의해서 제작될 예정이다. 2020년 중반에 시험 운행 및 적합성 인증이 시작되어 2021년 초에 완료될 예정이었으나, 제작이 계속 연기되었다. DB 카고와 레일풀은 각각 50량의 주문을 확정했고, 디젤 전기식과 배터리식 하이브리드 기관차로 설계되며 가공 전차선 집전 장치는 제외되었다.
2022년 6월에는 양산형 차량이 2024년 여름부터 제작될 것이라고 알려졌다.

## 기술
운전대는 가운데에 설치되어 있으나 차량의 정중앙에 위치해 있지는 않다. 시제차에서는 가공 전차선에서 전원을 공급받는 팬토그래프가 설치되어 있으나, 양산형 차량에서는 제외되었다. 배터리와 디젤 연료통은 운전실 아래쪽의 대차 사이 공간에 설치되었다. 차체에는 디젤 전기식 구동을 위한 발전기가 설치되어 있다. 시제차는 샬케 철공소에서 제작한 차체를 사용했지만, 양산형 차량은 도시바에서 개발한 차체를 사용한다. 도시바에서 제작한 철도 차량에 채용되었던 적이 있는 PMSM 방식 전동기를 사용했다.
중량 화물 입환용과 전철화 구간에서의 본선 운행용으로 설계되었다. 동력원으로는 디젤 엔진와 배터리를 선택할 수 있다. 입환 시에는 디젤 엔진으로 구동하며, 내연 기관의 출력이 부족할 때에는 배터리를 보조 동력원으로 사용한다. MAN에서 제작한 총 출력 980 kW의 디젤 엔진 2기가 설치되어 있다. 배터리는 리튬 티타늄 배터리를 사용하며 용량은 120 kWh이다. 배터리의 설계 수명은 10년 이상이다. 자동 운전 설비가 장착되어 있으며, 자동 운전 시 최고 속도는 6 km/h로 제한된다.